# Adolfo Senso
Adolfo Senso Gómez (n. Montánchez, Cáceres, España, en 1964) más conocido como Fito Senso, es un entrenador de fútbol español que actualmente dirige al CD Diocesano de la Tercera Federación.

## Trayectoria
Comenzó en los banquillos dirigiendo en las categorías inferiores del Arroyo CP y CP Cacereño. En la temporada 2010-11, firma como segundo entrenador de Manolo Sánchez en el CP Cacereño de la Segunda División B de España.
En 2011, firma por el equipo juvenil de División de Honor del CD Diocesano, al que dirige durante 9 temporadas.
En la temporada 2019-20, coge las riendas del CD Diocesano de la Tercera División de España.
El 10 de abril de 2022, el CD Diocesano certifica su ascenso a la Segunda Federación, tras vencer al CD Calamonte y asegurarse el primer puesto del Grupo XIV de la Tercera División a falta de dos jornadas.
El 10 de junio de 2022, Adolfo renueva su contrato como entrenador del CD Diocesano para su debut en la Segunda Federación en la temporada 2022-23.

## Clubes
| Club                        | País              | Año             |
| --------------------------- | ----------------- | --------------- |
| CP Cacereño (2º entrenador) | Bandera de España | 2010-2011       |
| CD Diocesano Juvenil        | Bandera de España | 2011-2019       |
| CD Diocesano                | Bandera de España | 2019-actualidad |